# Fuente de Cabestreros

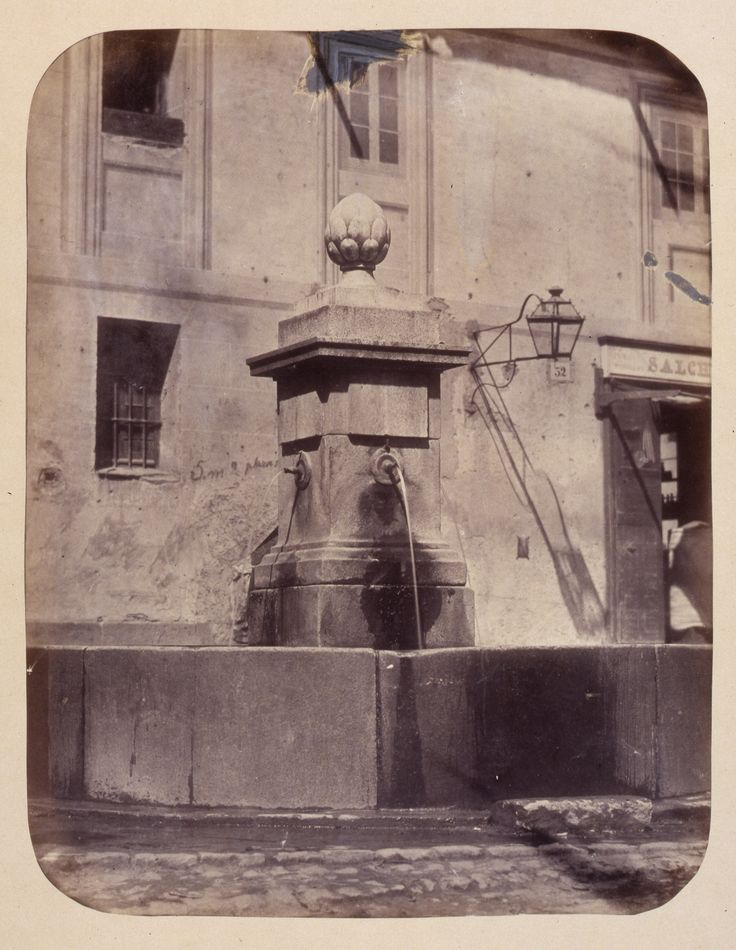
La fuente de Cabestreros, con cuatro caños y pilón de aguadores, fotografiada por Alfonso Begué en 1864, frente al antiguo número 32 de la calle de Cabestreros.

La Fuente de Cabestreros es una fuente de la ciudad de Madrid situada en el entorno de la actual plaza de Nelson Mandela. Tuvo diferente porte y estructura desde el siglo xvii y en su origen recibió agua del viaje del Bajo Abroñigal. Fue reformada en el siglo xix y luego en 1934, con el aspecto que aún conserva en el inicio del siglo xxi.

## Historia
En el plano de Texeira aparece referenciada con el número 53 en la lámina 18 (D3), pero situada en la actual calle del Mesón de Paredes, en 1656 calle de Cabestreros y cuya denominación pasaría a la calle, sin rotular por Texeira, que luego tomó ese nombre de los Cabestreros. La cartografía muestra en su entorno las vecinas fuentes de Embajadores (rotulada con el número 52) y la de Lavapiés (54). Aparece censada abastecida por el  «viaje» del Bajo Abroñigal, como fuente de dos caños y una servidumbre de 24 aguadores.

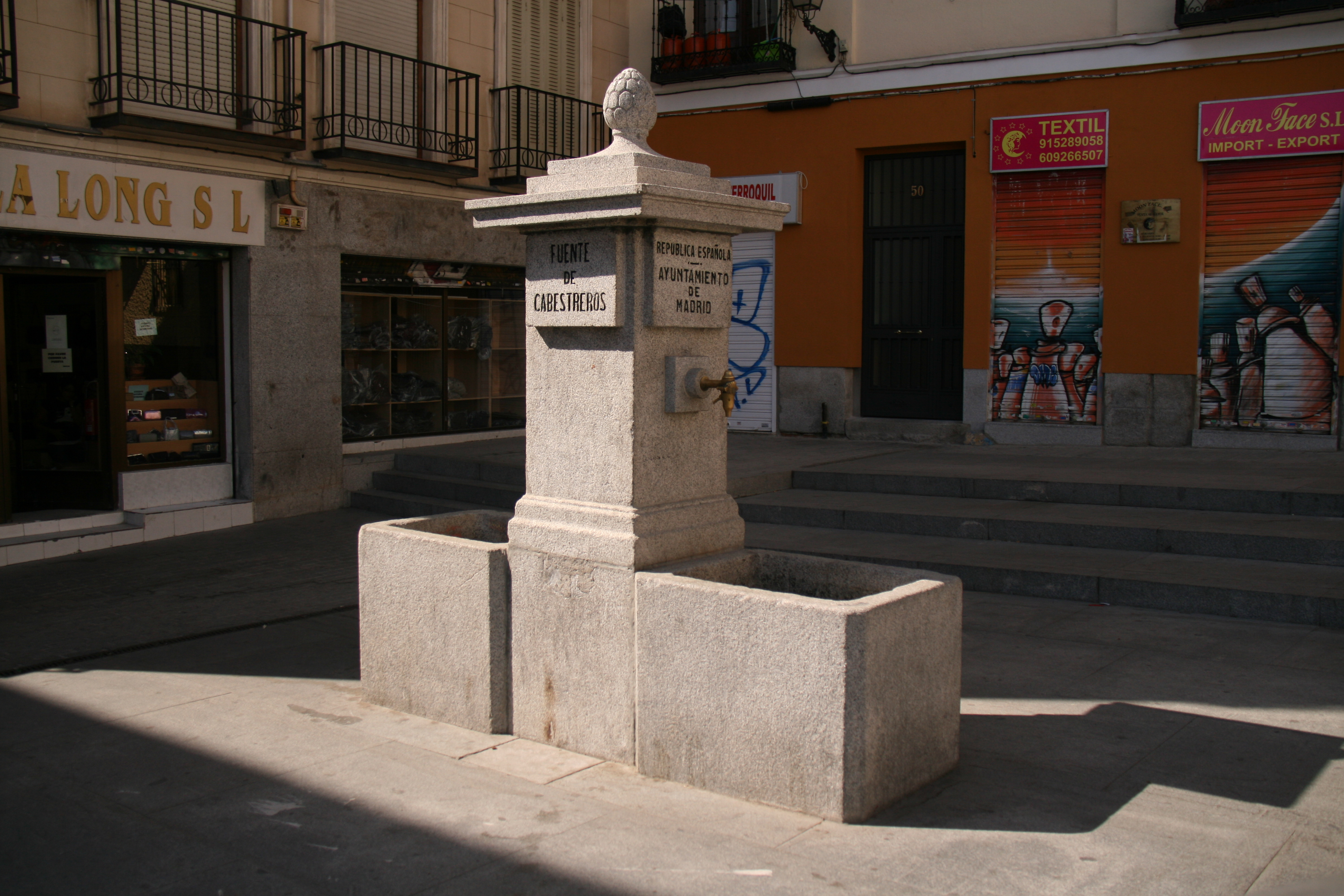
La fuente ‘republicana’ de 1934, que aún ocupa lugar en la nueva plaza dedicada a Nelson Mandela en el castizo barrio de Lavapiés.

Con la traída de aguas a través del Canal de Isabel II, la vieja fuente neoclásica se sustituyó por una con iluminación de faroles en su estructura; que a su vez dejó espacio a la pequeña fuente instalada en 1934 con dos caños y dos pilones en granito y piedra blanca de Colmenar.

## En libros y leyendas
Juan Claudio Aznar de Polanco habla de una fuente en este lugar a principios del siglo xviii, y el cronista Mesonero anotaba en 1862 que estaba aquí la fuente que daba suministro particular de agua al convento de monjas de Santa Catalina de Siena, instalado en 1824 en el antiguo Palacio de los Condes de Torres, edificio propiedad del duque de Medinaceli, y cuyos últimos restos fueron demolidos en la primera década del siglo xxi.
También ha quedado noticia de esta fuente -antes de su remodelación republicana en 1934-, como centro de abastecimiento del gremio de aguadores de Madrid en el libro de Manuel Fernández y González, Los Desheredados (1895).
Se la llamó en un tiempo fuente de los Machos, por la creencia popular de que sus aguas tenían la propiedad de potenciar la virilidad, mito legendario que no especifica las consecuencias que pudiera tener si las que bebían eran mujeres.